# El Salvador i olympiska sommarspelen 2016
El Salvador deltog med åtta deltagare vid de olympiska sommarspelen 2016 i Rio de Janeiro. Ingen av landets deltagare erövrade någon medalj.

## Friidrott
Förkortningar
- Notera– Placeringar avser endast det specifika heatet.
- Q = Tog sig vidare till nästa omgång
- q = Tog sig vidare till nästa omgång som den snabbaste förloraren eller, i fältgrenarna, genom placering utan att nå kvalgränsen
- NR = Nationellt rekord
- N/A = Omgången fanns inte i grenen
- Bye = Idrottaren behövde inte tävla i omgången

Bana och väg
| Idrottare       | Gren                 | Final    | Final     |
| Idrottare       | Gren                 | Resultat | Placering |
| --------------- | -------------------- | -------- | --------- |
| Luis Menjivar   | Herrarnas 50 km gång | DSQ      | DSQ       |
| Yesenia Miranda | Damernas 20 km gång  | DNF      | DNF       |

## Judo
| Idrottare          | Gren                            | Omgång 1             | Omgång 2                     | Kvartsfinaler                   | Semifinaler          | Återkval             | Final / BM           | Final / BM       |                  |
| Idrottare          | Gren                            | Motståndare Resultat | Motståndare Resultat         | Motståndare Resultat            | Motståndare Resultat | Motståndare Resultat | Motståndare Resultat | Placering        |                  |
| ------------------ | ------------------------------- | -------------------- | ---------------------------- | ------------------------------- | -------------------- | -------------------- | -------------------- | ---------------- | ---------------- |
| Juan Diego Turcios | Herrarnas halv mellanvikt −81kg | Bye                  | Moustopoulos (GRE) W 100–000 | Ttjrikisjvili (GEO) L 000–000 S | Gick inte vidare     | Gick inte vidare     | Gick inte vidare     | Gick inte vidare | Gick inte vidare |

## Segling
| Seglare          | Gren            | Lopp | Lopp | Lopp | Lopp | Lopp | Lopp | Lopp | Lopp | Lopp | Lopp | Lopp | Nettopoäng | Finalplacering |
| Seglare          | Gren            | 1    | 2    | 3    | 4    | 5    | 6    | 7    | 8    | 9    | 10   | M*   | Nettopoäng | Finalplacering |
| ---------------- | --------------- | ---- | ---- | ---- | ---- | ---- | ---- | ---- | ---- | ---- | ---- | ---- | ---------- | -------------- |
| Enrique Arathoon | Herrarnas laser | 33   | 32   | 28   | 30   | 4    | 3    | 9    | 32   | 18   | 21   | EL   | 177        | 24             |

## Simning
| Simmare          | Gren                     | Heat     | Heat      | Semifinal        | Semifinal        | Final            | Final            |
| Simmare          | Gren                     | Tid      | Placering | Tid              | Placering        | Tid              | Placering        |
| ---------------- | ------------------------ | -------- | --------- | ---------------- | ---------------- | ---------------- | ---------------- |
| Marcelo Acosta   | Herrarnas 200 m frisim   | 1.51,46  | 43        | Gick inte vidare | Gick inte vidare | Gick inte vidare | Gick inte vidare |
| Marcelo Acosta   | Herrarnas 400 m frisim   | 3.48,82  | 22        | i.u.             | i.u.             | Gick inte vidare | Gick inte vidare |
| Marcelo Acosta   | Herrarnas 1 500 m frisim | 15.08,17 | 22        | i.u.             | i.u.             | Gick inte vidare | Gick inte vidare |
| Rebeca Quinteros | Damernas 400 m frisim    | 4.52,11  | 32        | i.u.             | i.u.             | Gick inte vidare | Gick inte vidare |